# Крери (Мазовецьке воєводство)
Крери (пол. Krery) — село в Польщі, у гміні Дзежґово Млавського повіту Мазовецького воєводства.
Населення — 87 осіб (2011).
У 1975-1998 роках село належало до Цехановського воєводства.

## Демографія
Демографічна структура станом на 31 березня 2011 року:
|          | Загалом | Допрацездатний вік | Працездатний вік | Постпрацездатний вік |
| -------- | ------- | ------------------ | ---------------- | -------------------- |
| Чоловіки | 41      | 16                 | 21               | 4                    |
| Жінки    | 46      | 11                 | 19               | 16                   |
| Разом    | 87      | 27                 | 40               | 20                   |